# 秋田県歯科医師会

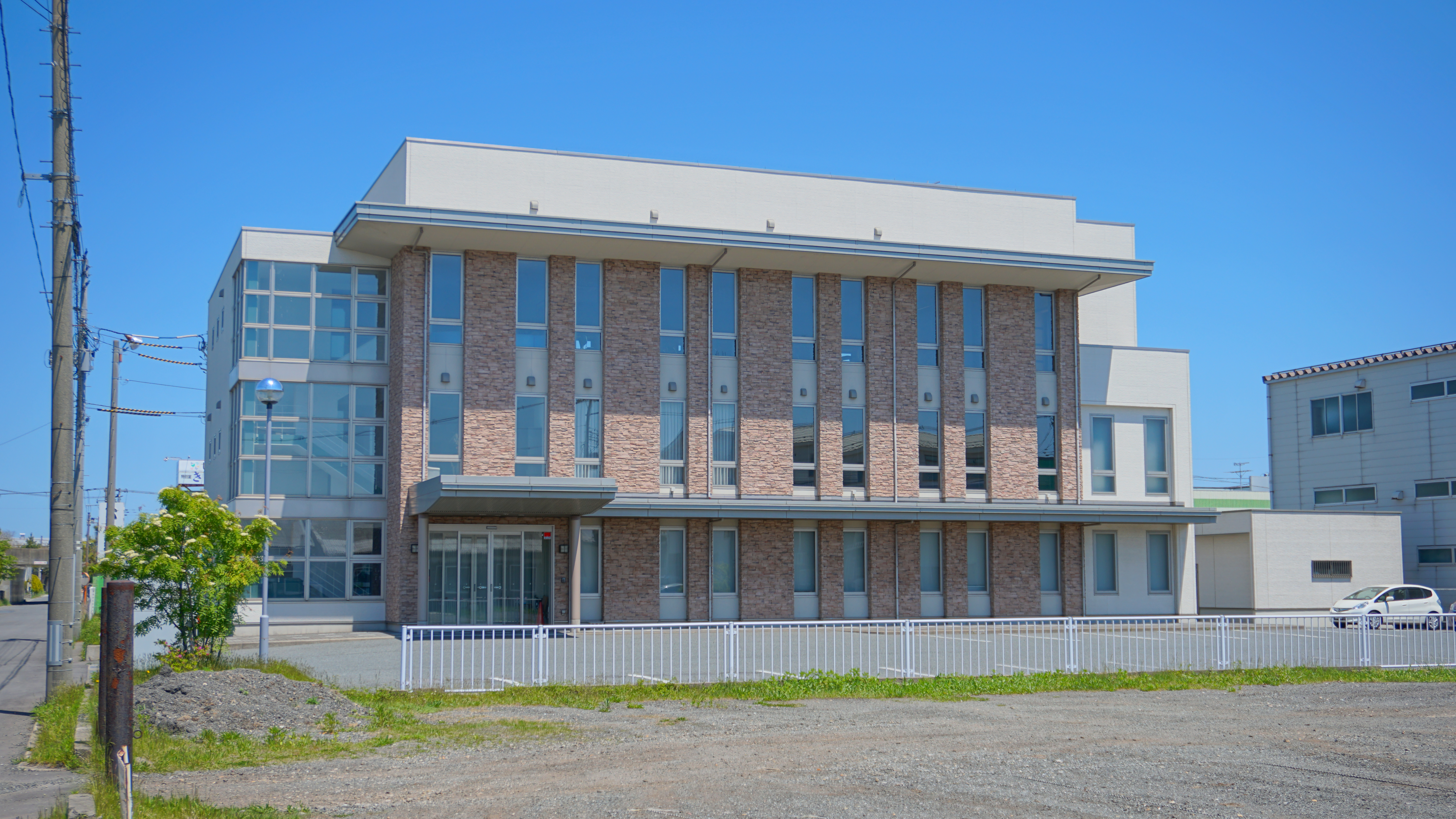
秋田県歯科医師会館

一般社団法人秋田県歯科医師会（あきたけんしかいしかい 英称 Akita Dental Association）は、秋田県の歯科医師を会員とする法人。

## 本部所在地
- 〒010-0951 秋田県秋田市川尻町字大川反170番地102

## 郡市歯科医師会
- 秋田市歯科医師会 〒010-0941 秋田市川尻町字大川反170-102
- 能代市山本郡歯科医師会
- 横手市歯科医師会
- 大館北秋田歯科医師会
- 本荘市由利郡歯科医師会
- 大曲仙北歯科医師会
- 湯沢市雄勝郡歯科医師会
- 男鹿市南秋田郡歯科医師会
- 鹿角市鹿角郡歯科医師会
- ひらか歯科医師会